# 亞氏翼龍屬
亞氏翼龍屬（屬名：Arthurdactylus）是種大型翼龍類，翼展為4.6公尺，化石發現於巴西東北部的桑塔納組克拉圖段，生存於白堊紀。亞氏翼龍的正模標本（編號SMNK 1132 PAL）是一個相當完整的身體骨骼，只缺少頭顱骨、一些頸椎、胸骨、一些尾椎。這個標本是個成年或接近成年個體，保存於一塊石板上，只遭到稍微壓碎。亞氏意龍的胸部長22公分，雙翼、手指相當長，可能雙翼比例比其他翼手龍類還長。後肢則較為短小。
亞氏翼龍是在1994年被敘述、命名，是以阿瑟·柯南·道爾為名，他曾在小說《失落的世界》（The Lost World）中描繪了恐龍、大型翼龍類、與其他史前爬行動物；種名最初為conan-doylei，數年後改為conandoylei。

## 外部連結
- http://www.pterosaur.co.uk（页面存档备份，存于）